# Jason (Heiliger)
Jason von Tarsus war ein früher Christ, der in der Apostelgeschichte als Gastgeber des Paulus in Thessaloniki erwähnt wird.
Dem Bericht der Apostelgeschichte zufolge (Apg 17,5 ) nahm Jason den Apostel Paulus und dessen Begleiter Silas auf der zweiten Missionsreise des Paulus in seinem Haus auf. Angehörige der jüdischen Gemeinde der Stadt verklagten Jason daraufhin bei der Obrigkeit, die ihn aber gegen Zahlung einer Kaution wieder auf freien Fuß setzte.
Später soll Jason gemeinsam mit Sosipater nach Korfu gelangt sein und dort missioniert haben, wofür Kerkyyllinoa, der Herrscher über die Insel, die beiden in den Kerker geworfen habe. Sosipater habe den Märtyrertod erlitten, während Jason von Kerkyylinoas Nachfolger, Datianos, wieder freigelassen worden sein soll.
Jason wird als Heiliger verehrt; sein Gedenktag in der katholischen Kirche ist der 12. Juli (25. Juni in der orthodoxen Kirche). Er wird zu den Siebzig Jüngern gerechnet und soll in Tarsus als Bischof amtiert haben.